# Eudesmia lunaris
Eudesmia lunaris är en fjärilsart som beskrevs av Walker 1864. Eudesmia lunaris ingår i släktet Eudesmia och familjen björnspinnare. Inga underarter finns listade i Catalogue of Life.